# Pressure (canción de Nadia Ali)
«Pressure» es una canción realizada por Nadia Ali, en colaboración de los productores Starkillers y Alex Kenji.
Fue lanzado el 15 de febrero de 2011 por el sello discográfico Spinnin' Records.
Posteriormente, en mayo de 2011, se lanzaron las versiones remixadas entre ellas la versión de Alesso cual es considerado uno de los himnos del verano boreal de 2011, respaldado por infinidad de DJs, como Tiësto, Kaskade, Calvin Harris entre otros.

## Video musical
El videoclip fue dirigido por Brando Neverland estrenado el 7 de julio de 2011. Está basado en la versión remix de Alesso. Muestra a Nadia Ali enfrentando las diversas maneras de presión, como un túnel de viento con cadenas, subiendo por una escalera muy larga perseguida por Starkillers y Alex Kenji.
La pieza de piano que suena en la introducción del video pertenece al pianista polaco Frédéric Chopin, una de sus reconocidas composiciones, denominada Nocturno Op. 9 n.º 2.

## Listado de canciones
| CD, Maxi-Single |                                              |          |  |
| N.º             | Título                                       | Duración |  |
| 1.              | «Pressure» (Alesso Radio Mix)                | 3:03     |  |
| 2.              | «Pressure» (Alesso Remix)                    | 6:06     |  |
| 3.              | «Pressure» (Original Mix)                    | 6:01     |  |
| 4.              | «Pressure» (Rene Amesz Remix)                | 7:23     |  |
| 5.              | «Pressure» (Calvin West Extended Remix)      | 8:07     |  |
| 6.              | «Pressure» (Clokx Extended Commercial Remix) | 5:32     |  |
| 7.              | «Pressure» (Matan Caspi & Eddy Good Remix)   | 6:06     |  |

| Belgium CD Single #1 (Promo - CD-Maxi) |                                               |          |  |
| N.º                                    | Título                                        | Duración |  |
| 1.                                     | «Pressure» (Crackerjack Rmx)                  | 6:00     |  |
| 2.                                     | «Pressure» (DJ Exodus & Leewise Rmx)          | 7:34     |  |
| 3.                                     | «Pressure» (Full New April Mix)               | 6:01     |  |
| 4.                                     | «Pressure» (George F, Eran Hersh & Damon Rmx) | 8:15     |  |
| 5.                                     | «Pressure» (Marcus Maison & Will Dragen Rmx)  | 6:07     |  |
| 6.                                     | «Pressure» (Matan Caspi & Eddy Good Rmx)      | 6:05     |  |

| Belgium CD Single #2 (Promo - CD-Maxi) |                                        |          |  |
| N.º                                    | Título                                 | Duración |  |
| 1.                                     | «Pressure» (Original Mix)              | 6:00     |  |
| 2.                                     | «Pressure» (Nikolas & Albert Day Rmx)  | 5:12     |  |
| 3.                                     | «Pressure» (O.B. Rmx)                  | 7:03     |  |
| 4.                                     | «Pressure» (Ron Reese & Dan Saenz Rmx) | 6:33     |  |
| 5.                                     | «Pressure» (YOS Mo' Preshaa Rmx)       | 8:16     |  |
| 6.                                     | «Pressure» (Rene Amesz Rmx)            | 7:22     |  |

| UK Digital Download |                                                  |          |  |
| N.º                 | Título                                           | Duración |  |
| 1.                  | «Pressure» (Alesso Radio Edit)                   | 3:02     |  |
| 2.                  | «Pressure» (Tim Mason Remix)                     | 5:39     |  |
| 3.                  | «Pressure» (Zomboy Remix)                        | 4:06     |  |
| 4.                  | «Pressure» (Alesso Remix)                        | 6:06     |  |
| 5.                  | «Pressure» (Roul & Doors Vs. East & Young Remix) | 6:11     |  |
| 6.                  | «Pressure» (Clokx Radio Remix)                   | 3:18     |  |
| 7.                  | «Pressure» (Original Mix)                        | 6:02     |  |

## Posicionamiento en listas
| Listas (2011)                               | Mejor posición |
| ------------------------------------------- | -------------- |
| Bélgica (Flandes) (Ultratip Bubbling Under) | 37             |
| Bélgica (Valonia) (Ultratip Bubbling Under) | 16             |
| Países Bajos (Mega Single Top 100)          | 97             |